# Карейва, Феликсас Валентинович
Феликсас Валентинович Карейва — советский литовский хозяйственный деятель, Герой Социалистического Труда.

## Биография
Родился в 1900 году в Варкалюе. Член КПСС с 1953 года.
Сельскохозяйственный работник в межвоенной Литве. Участвовал в антинационалистической борьбе в Тельшяйском уезде, распространял антифашистскую литературу и листовки.
Во время гитлеровской оккупации Литвы организовал забастовку сельскохозяйственныз работников, был арестован гестапо.
В 1949—1963 — заведующий фермой крупного рогатого скота колхоза имени Сталина (затем — «Минийос») Прекульского района Литовской ССР.
В 1963—1983 — работник Кинтяйской животноводческой фермы, колхозник колхоза «Гегужес пирмосиос» Клайпедского района Литовской ССР.
Указом Президиума Верховного Совета СССР от 5 апреля 1958 года присвоено звание Героя Социалистического Труда с вручением ордена Ленина и золотой медали «Серп и Молот».
Умер в 1987 году в Клайпедском районе Литовской ССР.

## Награды и звания
- Герой Социалистического Труда (05.04.1958)
- Орден Ленина (05.04.1958)